# Saldula confluenta
Saldula confluenta är en insektsart som först beskrevs av Thomas Say 1832.  Saldula confluenta ingår i släktet Saldula och familjen strandskinnbaggar. Inga underarter finns listade i Catalogue of Life.